# Каморанези, Мауро
Ма́уро Херма́н Каморане́зи Се́рра (итал. Mauro Germán Camoranesi Serra; род. 4 октября 1976[…], Тандиль, Буэнос-Айрес) — итальянский футболист и тренер аргентинского происхождения, полузащитник. Чемпион мира 2006 года.

## Карьера

### Клубная
Мауро всегда был большим поклонником «Ривер Плейта», но играть он начал в команде Альдосиви. Альдосиви расположен в Мар-дель-Плата в 160 км от его родного города Тандиль.
В 1995 году он переехал в Мексику, чтобы начать профессиональную карьеру в клубе «Сантос Лагуна». Клуб выиграл чемпионат Мексики в течение сезона 1996 года, Каморанези забил 1 гол в 13 играх; это был первый чемпионский титул для клуба.
В следующем году Мауро перешёл в уругвайский клуб «Монтевидео Уондерерс». Не найдя своей игры, он вернулся на родину. За один сезон в «Банфилде» Каморанези сыграл 38 игр и забил 16 голов.
Следующие два сезона Мауро вновь провёл в Мексике, в клубе «Крус Асуль». Своей игрой он привлёк внимание к себе со стороны итальянской «Вероны». После двух сезонов в «Вероне» «Ювентус» приобрёл 50 % прав на игрока. 26 июня 2003 года «Юве» выкупил остальную часть прав на игрока.
С «Ювентусом» Каморанези выиграл скудетто в сезоне 2002/03 и Суперкубок Италии в 2002 и 2003 годах. После скандала в итальянском футболе много слухов ходило о его будущем. Назывались клубы «Олимпик Лион», «Валенсия» и «Ливерпуль». Но Мауро решил остаться, заявив что он счастлив в «Юве» и никуда не хочет уходить.
Мауро внёс огромный вклад в возвращение «Юве» из Серии B в итальянскую элиту.
31 августа 2010 года подписал контракт с немецким клубом «Штутгарт» сроком на 1 год с правом продления ещё на один сезон. 26 января 2011 года, после полугодичной игры за клуб, «швабы» расторгли контракт с Каморанези.
2 февраля 2011 года на правах свободного агента подписал двухгодичный контракт с аргентинским клубом «Ланус». 14 февраля 2011 года дебютировал за «Ланус» в домашнем матче 1-го тура Torneo Clausura-2011 чемпионата Аргентины против «Арсенала» (на 82-й минуте вышел вместо автора первого гола в матче Диего Валери).
21 июля 2012 года перешёл в «Расинг» из Авельянеда, в котором через 2 года завершил карьеру футболиста.

### Международная
Хотя Мауро родился в Аргентине, он имеет итальянскую родословную через его бабушку и дедушку, которые были итальянцами и эмигрировали в Аргентину. Прадед Луиджи родился в 1877 году в городке Потенца-Пичена, а умер в 1953 году в аргентинском Вилья-Митре. Тренеры сборной Аргентины не проявляли к нему интерес, в отличие от тренера сборной Италии Джованни Трапаттони. 12 февраля 2003 он дебютировал в товарищеском матче против Португалии, который Италия выиграла 1:0. Всего за сборную он провёл 54 матча и забил 5 голов. На победном чемпионате мира 2006 года он был игроком основного состава и отыграл весь турнир на высоком уровне. Также Мауро играл на чемпионате Европы 2004 года, на котором Италия не вышла из группы.

### Тренерская
15 декабря 2017 года Каморанези получил тренерскую лицензию.
Каморанези был назначен менеджером словенского клуба первой лиги Словении «Табор» 3 января 2020 года, подписав контракт сроком на полтора года. Восемь месяцев спустя он подписал трехлетний контракт с «Марибором». Его уволили 23 февраля 2021 года.
5 июля 2022 года Каморанези был назначен помощником тренера «Марселя» после того, как тренером клуба стал Игор Тудор. Однако покинул команду неделю спустя, когда Тюдор назначил Хари Вукаса своим помощником.
Каморанези был назначен главным тренером клуба мальтийской премьер-лиги «Флориана» 5 июня 2023 года на сезон 2023/24.

## Достижения

### Командные
«Ювентус»
- Чемпион Италии (3): 2002/03, 2004/05, 2005/06
- Чемпион Серии B: 2006/07
- Финалист Кубка Италии: 2003/04
- Обладатель Суперкубка Италии (2): 2002, 2003
- Финалист Лиги чемпионов: 2002/03

Сборная Италии
- Чемпион мира: 2006

### Личные
- Футболист года в Италии по версии Guerin Sportivo: 2008

### Государственные награды
- Офицер ордена «За заслуги перед Итальянской Республикой» (12 декабря 2006)
- Золотая цепь за спортивные заслуги (23 октября 2006)